# Березнер, Лев Александрович
Лев Алекса́ндрович Бе́резнер (род. 6 июня 1970, Обнинск, Калужская область, СССР) — советский и российский футболист, предприниматель, менеджер, политический и общественный деятель.
Высшие достижения в спортивной карьере связаны с новороссийским клубом «Черноморец». Совладелец (с 1994) и генеральный директор обнинской аптечной сети «Фита-Фарма». Депутат Обнинского городского Собрания пятого (2005—2010) и шестого (2010—2015) созывов. Председатель Федерации футбола города Обнинска (с 2004).

## Семья
- Отец — Александр Львович Березнер, предприниматель, менеджер. Совладелец обнинской сети аптек «Фита-Фарма» (с 1994), ранее инженер.
- Брат — Дмитрий Александрович Березнер, советский гимнаст, израильский и российский тренер по спортивной гимнастике. Чемпион СССР по спортивной гимнастике.

## Образование
- Средняя школа № 1 имени С. Т. Шацкого города Обнинска (1977—1987)[1]
- Детско-юношеская спортивная школа «Квант»
- Кафедра менеджмента организации факультета менеджмента Обнинского филиала Государственного университета управления (ОФ ГУУ) (дневное отделение, магистр, окончил в 2005)

## Биография
Воспитанник обнинской футбольной школы, ученик Юрия Алексеевича Шуванова.
Карьеру начал в 1987 году во второй команде московского «Динамо», выступавшей во Второй лиге первенства СССР, за которую за четыре сезона провёл 100 матчей. В составе главной команды сыграл одну игру на Кубок Федерации в 1989 году.
Сезон-1991 провёл в первой лиге за сухумское «Динамо». Следующий год начал выступлениями в чемпионате Украины в составе «Буковины» Черновцы, в середине сезона перешёл в новороссийский «Черноморец», за который играл до окончания карьеры в 1999 году.
Накануне сезона-1998 в спарринг-матче в станице Баранниковской Березнер получил травму стопы. Последствия травмы, перевод из нападения в полузащиту, связанное с этим уменьшение количества голов, отставка Олега Долматова привели по окончании сезона 1999 года к отчислению Березнера из команды с формулировкой «за разложение коллектива».
После «Черноморца» были варианты продолжения карьеры в «Амкаре» и «Анжи». Перед началом сезона 2000 года был близок к подписанию контракта с ЦСКА, который тренировал Долматов, однако руководство клуба решило не брать его в команду, и Березнер принял решение закончить с футболом.
По собственным словам, в течение карьеры злоупотреблял алкоголем.
Ещё будучи игроком, владел вместе с отцом в Обнинске тремя аптеками. После окончания футбольной карьеры вернулся в родной город, где стал председателем городской Федерации футбола и депутатом Обнинского городского Собрания в комитете по бюджету, финансам и налогам.

## Достижения
В списке 33 лучших футболистов чемпионата России: 1997 (3 место).